# Stylidium septentrionale
Stylidium septentrionale är en tvåhjärtbladig växtart som först beskrevs av Gottfried Wilhelm Johannes Mildbraed, och fick sitt nu gällande namn av A. Lowrie, A.H. Burbidge och K.F. Kenneally. Stylidium septentrionale ingår i släktet Stylidium och familjen Stylidiaceae. Inga underarter finns listade i Catalogue of Life.